# Guillaume de Longue-Épée
Pour le duc de Normandie, voir Guillaume Longue-Épée
Guillaume Longue-Épée (ou Longespée), né selon les sources avant 1167 ou en 1176 et mort le 7 mars 1226 à Salisbury, est comte de Salisbury de jure uxoris (par le droit de la femme).

## Biographie
Il est le fils illégitime du roi Henri II d'Angleterre, donc demi-frère de Richard Cœur de Lion et de Jean sans Terre. L'identité de sa mère est restée inconnue jusqu'à la découverte d'une charte de donation dans laquelle Guillaume nomme sa mère Ida. Cette Ida est identifiée comme l'épouse de Roger Bigot, comte de Norfolk. En 1196, le roi Richard Cœur de Lion lui confie la main d'Ela de Salisbury, fille et héritière du comte Guillaume de Salisbury. Il devient alors comte de Salisbury en droit de sa femme.
De 1210 à 1212, Guillaume commande les expéditions militaires du roi Jean sans Terre en Pays de Galles et en Irlande. Il est nommé vice-roi d'Irlande, conjointement avec Jean de Gray, évêque de Norwich, lorsque le roi retourne en Angleterre. En 1213, il commande la flotte anglaise lors de la bataille de Damme et réduit en cendres la flotte française destinée à envahir l'Angleterre.
En 1214, il participe à la bataille de Bouvines avec Renaud de Dammartin, comte de Boulogne, où il est capturé par l'armée française. Commandant le flanc droit de l'armée anglo-teutonne, Guillaume de Longue-épée est renversé d'un coup de masse par l'évêque de Beauvais Philippe de Dreux.
En 1217, lors de la guerre des barons, il participe à la bataille de Lincoln au cours de laquelle le contingent de Louis de France commandé par Thomas du Perche est vaincu. Après la mort de Jean sans Terre et le départ de Louis, Guillaume rejoint la cause du jeune fils de Jean, Henri III d'Angleterre. Il occupe une place importante dans le gouvernement pendant la minorité du roi et combat en Gascogne pour conserver les possessions continentales anglaises. Le navire de Guillaume manque de se perdre dans une tempête alors qu'il retourne en Angleterre en 1225, et il passe quelques mois en refuge dans un monastère sur l'île de Ré. Il meurt en 1226.
On lui connaît huit enfants, quatre garçons et quatre filles,. L'aîné, né vers 1209, également prénommé Guillaume, participa à deux croisades. Il fut à Saint-Jean-d'Acre en 1240-1241, puis participa à la septième croisade, ou il rejoignit l'armée de Saint Louis à Damiette en Égypte, en juin-juillet 1249. Il dirigea un contingent anglais de 200 hommes en Égypte.